# Grezsa István
Grezsa István (Hódmezővásárhely, 1962. augusztus 6. –) címzetes főorvos, magyar politikus, Szabolcs-Szatmár-Bereg megye és Kárpátalja együttműködésének fejlesztéséért és a Kárpát-medencei óvodafejlesztési program koordinálásáért felelős miniszteri biztos, 1998 óta Hódmezővásárhely Megyei Jogú Város önkormányzati képviselője. 2019. július 8-án bejelentette, hogy független jelöltként indul Hódmezővásárhely polgármesteri tisztségéért.

## Tanulmányai és szakmai pályája

### Tanulmányai
Középiskolai tanulmányait 1976-1980 között a hódmezővásárhelyi Bethlen Gábor Református Gimnáziumban végezte. 1980-1986 között elvégezte a Szegedi Tudományegyetem Általános Orvostudományi Karát, általános orvosi diplomát szerezve.

### Szakmai pálya
1986-1991 között belgyógyász szakorvos jelölt a hódmezővásárhelyi Erzsébet Szemkórház belgyógyászati osztályán. 1991-től háziorvos saját vállalkozásában. 2015-től címzetes főorvos.

## A politikában
1988. szeptember 3-án alapítótagként részt vett a II. Lakiteleki Találkozón, ahol szárnyat bontott a Magyar Demokrata Fórum. A 142. számú tagkönyv tulajdonosa.
1989-1990 között a Magyar Demokrata Fórum első országos választmányának tagja.
Az MDF párttá alakulását követően, 1990-1993 között az országos elnökség tagja, a választási győzelem után Antall József miniszterelnök harcostársa.
1998-ban és 2000-ben az MDF tagjaként hódmezővásárhelyi képviselői mandátumot szerez.
2002-ben és 2006-ban a Tiszta Lap Hódmezővásárhelyért Polgári Egyesület támogatásával önkormányzati képviselő. 2011-től az egyesület elnöke.
2006-2009 között az MDF Csongrád megyei elnöke. 2009-ben kilép az MDF-ből, azóta nem tagja egy pártnak sem.
2010-től a Fidesz-KDNP frakció tagjaként vesz részt az önkormányzati munkában.
2014. augusztus 15-én Lázár János Miniszterelnökséget vezető miniszter a határon átnyúló beruházások ellenőrzéséért felelős miniszteri biztossá nevezte ki. Feladata a Kárpát-medencei kormánytámogatások felügyelete, valamint a kulturális és nemzeti identitást erősítő kezdeményezések koordinálása és támogatása.
2015. december 12-én Orbán Viktor miniszterelnök a Szabolcs-Szatmár-Bereg megye és Kárpátalja együttműködésének és összehangolt fejlesztési feladatainak kormányzati koordinációjáért felelős kormánybiztosnak nevezte ki. Feladata a Kárpátaljára irányuló magyar kormánytámogatások felügyelete és összehangolása.
2018. július 1-én Semjén Zsolt javaslatára kinevezését 2020. június 30-ig meghosszabbították, Szabolcs-Szatmár-Bereg megye és Kárpátalja együttműködésének fejlesztéséért és a Kárpát-medencei óvodafejlesztési program koordinálásáért felelős miniszteri biztossá nevezték ki.
Önálló, független jelöltként indult a 2019-es magyarországi önkormányzati választáson Hódmezővásárhely polgármesteri tisztségéért, a hivatalban lévő, a teljes ellenzék támogatását élvező polgármester, Márki-Zay Péter ellenében. A választáson Márki-Zay Péter győzött 57%-os eredménnyel.

## Családja
Nős, felesége Dr. Kovács Ildikó háziorvos. Gyermekei: Csaba, Bence és Ferenc.